# 15619 Albertwu
15619 Albertwu eller 2000 HE13 är en asteroid i huvudbältet som upptäcktes den 28 april 2000 av LINEAR i Socorro County, New Mexico. Den är uppkallad efter Albert Y. Wu.